# Ренет Симиренка
Ренет Симиренка (в побуті часто використовують назву просто Симиренка, Семеринка або Семеренка) — зимовий сорт яблуні домашньої невідомого походження. Описаний і введений в каталог в 1880 році видатним українським помологом Левком Платоновичем Симиренком.

## Назва
Названий Левком Симиренком на честь його батька — промисловця-цукрозаводчика і знаного в Україні мецената Платона Федоровича Симиренка.
Тривалий час у 19 столітті різними плодовими розсадниками він поширювався під різноманітними назвами. Одні іменували сорт Ренетом Жуковського, інші Ренетом зеленим незрівнянним, треті Зеленкою Вуда, а в садах Північної Таврії, зокрема, на Херсонщині та Мелітопольщині, він був відомий під назвою Ренета Філібера або Цитронного Ренета. Частково це пояснюється тим, що кожен власник саду в Україні, хто прямо чи то опосередковано стикався з цим визначним сортом, намагався довести свою причетність до його походження і через нього увічнити своє ім'я.

## Історія
Сорт поширився з Платонового хутора поблизу м. Мліїв Черкаської області України, де Платон Симиренко заклав багатющий дендрарій і величезний фруктовий сад. Левко Симиренко ще в студентські роки запримітив у цьому саду уже немолоду яблуню з розлогою округлою кроною, яка щороку давала щедрий врожай зелених, а при дозріванні золотавих зарум'янених плодів чудового смаку. Згодом Левко Платонович популяризував та впровадив у виробництво цей сорт. Сам він писав про його походження: 
| Походження цього чудового Ренета, який успішно конкурує з найкращими європейськими сортами, до цього часу остаточно не визначено. Невідомо, чи це є стародавній сорт, але давно забутий на Заході, чи помологічно самостійне нове яблуко, яке народилося від випадкового засіву в саду Платонового хутора, що належав колись моєму батькові. Але безперечно одне: це яблуко поширилося у Росії, а останнім часом і в Європі, з нашого саду. |
Восени 1887 року Левко Симиренко бере участь у Харківській сільськогосподарській виставці, на якій демонструє яблука цього сорту під назвою Ренет Зелений П. Ф. Симиренка. Цю назву сорту Левко Платонович збереже у всіх своїх подальших помологічних працях і «Генеральному каталозі Помологічного розсадника Л. П. Симиренка».

## Опис
Дерево сильноросле, вище середніх розмірів, з широкоокруглою розлогою, найчастіше казаноподібною, густою кроною. Кора штамба і гілок темно-сіра з коричневим, на сонячній стороні — з помаранчевим відтінком. Міцні нижні скелетні гілки відходять від стовбура під кутом 55—70°, верхні — майже під прямим. Пробуджуваність бруньок вища за середню, пагоноутворювальна здатність висока. Тип плодоношення — змішаний. Плодоношення в південних садах нерідко виражено на тогорічних приростах.
Пагони середньої товщини, помітно колінчаті, прямі або дещо вигнуті, зеленувато-бурі, сильно опушені, з дуже дрібними, але рідкісними чечевичками. Листя подовжені, яйцеподібні, з округлою, в ряді випадків зі звуженою основою і подовженою верхівкою, з витягнутим, скрученим кінчиком; сильно зігнуті і сильно складені у вигляді човника, слабозморшкуваті в середній частині, з дрібними одно-двоякозубчатими краями. Листова пластинка утворює зі стеблом кут 90 ° або трохи більше. Опушення середнє, світле. Забарвлення світло-зелене, поверхня слабо блискуча, черешок середніх розмірів, прилистки ланцетні або вузькоовальні.
Квітки середні, блюдцеподібні, білі, з неопушеною колонкою маточок середньої довжини, рильця яких розташовані на рівні тичиночних пиляків. Цвітіння середньопізнє.
Сорт самобезплідний. Найкращі запилювачі: Айдаред, Корей, Голден делішес, Кубань спур, Пам'ять Сергєєву, Антонівка кам'яничка, Антонівка звичайна, Кальвіль сніговий, Кальвіль донецький.

### Плоди
Плоди середнього або вище середнього і навіть великого розміру, за формою від сплощеної округло-конічної до плоско-округлої, де асиметричні; поверхня рівна, гладка. Основне забарвлення при зніманні світло-зелене або яскраво-зелене, з білуватою мінливістю і численними світлими округлими великими підшкірними крапками. Особливою ознакою сорту є наявність бородавчастих утворень до 7 мм в діаметрі з оржавленістю по поверхні, іноді до 2-3 на одному плоді. У південних садах для сорту характерна наявність тьмяно-малинового на сонячному боці яблук рум'янцю, особливо при пізньому зніманні. Звичайний термін знімання плодів — кінець вересня — початок жовтня. Плоди добре утримуються до знімання. Тривалість зберігання — до червня, а для садів із залуженням — і більше, смак плодів гармонійно насичений. Товарність плодів — залежно від агродогляду — 90 %.
М'якуш білий, з зеленуватим відтінком, посеред періоду зберігання — світло-кремовий, щільний, дуже соковитий, ароматний, відмінного гармонійного смаку, винно-солодкий, з приємним пряним присмаком. Оскільки сорт зимовий, то нестиглий плід має кислий смак із терпкуватістю, які проходять після остаточного дозрівання (кінець вересня-жовтень). Цей сорт після закладки на зберігання може навіть поліпшувати свій смак — особливо, коли яблука збирали недозрілими. Смак при цьому стає більш солодким, терпкість зникає, кислість зменшується. В кінці весни-ближче до літа плоди іноді можуть ставати рихлими, як вата. Смак при цьому погіршується.
Хімічний склад плодів: Сума цукрів — 7,5-12,0 %, титруємих кислот — 0,4-0,7 %, відношення цукру до кислоти 10-16, аскорбінової кислоти — 7-9 мг/100 г, сума Р-активних речовин — 97-110 мг/100г.

## Умови вирощування
Зимостійкість Ренету Симиренка слабка: на півдні пошкоджується навіть деревина штамбів, але завдяки хорошій здатності утворювати пагони, крона до плодоношення відновлюється вже на третій рік. Має високу посухо- та жаростійкість сорту. Стійкість до парші та борошнистої роси нижча за середню.

## Врожайність
Дерева починають плодоносити на сильнорослих підщепах на 6-й рік, на слаборослих клонових — на 4-5-й рік після посадки. Швидко нарощує врожаї: 7—8-річні дерева формують по 12—15 кг, 10—13-річні — до 100 кг плодів. Найкращі врожаї на Кубані в Прикубанській зоні 250—400 ц/га. У молодому віці дерева плодоносять щорічно, з віком переходять на періодичне плодоношення.

## Використання
Плоди споживаються у свіжому вигляді, мають високе десертне і дієтичне значення, при цьому відсутність антоціанів — необхідна умова при лікуванні захворювань обмінної природи. Також йде на виробництво марочних соків. Сік з яблук цього сорту є також добрим матеріалом для виготовлення столових вин.

## Переваги сорту
Посухостійкість, висока врожайність, ранній вступ у плодоношення, тривала лежкість плодів, вітростійкість, відмінні якості плодів.

## Недоліки сорту
Знижена зимостійкість, періодичність плодоношення дерев, сприйнятливість до парші та борошнистої роси; сильна загущеність крони.

## Поширення
Ренет Симиренка районований (з 1928 року) у 18 областях України (найкраще вдається у західному Лісостепу та в степовій зоні України), у дев'ятьох областях, краях та автономних республіках Російської Федерації, у Молдові, Азербайджані, Вірменії, Узбекистані, Таджикистані, Туркменістані, Киргизстані. Лише в Україні згідно з останнім переписом садів і виноградників (1989 р.) у громадському секторі садівництва нараховувалося близько 10 мільйонів дерев яблуні сорту Ренет Симиренка. У промислових садах України питома вага Ренета Симиренка серед групи зимових сортів сягає 25 відсотків.
Український сорт домінує також як у виробничих, так і у присадибних садах Російської Федерації, Молдови, країнах Середньої Азії та Закавказзя. Ще вища питома вага цього сорту у присадибних насадженнях і на дачних ділянках.

## Схрещування
Від схрещування сортів Бойкен і Ренет Симиренка на Донецькій дослідній станції садівництва у 1951 році вивели сорт Кальвіль донецький.
В результаті схрещування гібридної форми 654 (Бойкен х Кальвіль сніговий) з сортом Ренет Симиренка отриманий пізньозимовий сорт Сапфір.
Шляхом схрещування сортів Голден делішес і Ренет Симиренка отриманий зимовий сорт японської селекції Мутсу.
Від схрещування сортів Макінтош і Ренет Симиренка отриманий зимостійкий і високоврожайний сорт Степова красуня.
В результаті вільного запилення Ренета Симиренка виведений сорт яблуні ранньозимового періоду Ахтубінське.
В результаті схрещування сортів Антонівка Золотий монах і Ренет Симиренка отриманий сорт Зимове лимонне яблуко.
Від схрещування сортів Боровинка і Ренет Симиренка виведений зимовий сорт Карликове.
Шляхом схрещування сортів Улюбленець Никифорова і Ренет Симиренка отриманий пізньозимовий сорт Зелений травень.
Частина пізньозимових сортів яблуні: Россошанське лежке, Россошанське смачне, Россошанське весняне, Россошанське зимове, Ренет воронезький, Ренет Россошанський — отримана шляхом схрещування сорту Ренет Симиренка з сортами Макінтош, Феймез, Россошанська смугасте, і Велсі.

## Ренет Симиренка у мистецтві
Зеленим сонцем назвав Ренет Симиренка український письменник Олекса Савчук в однойменній повісті. Вірш славетному сорту присвятив відомий український поет Олекса Ющенко:
| \| Ренет Симиренка Мені підносять цей чудовий плід, Що ніби вчора зірваний із гілки, Зелений, свіжий колір не поблід, Хоч яблуко оце лежало скільки. То ж, друзі, нам того згадати слід, Хто борозну життя провів не мілко. Той в пам'яті народу не зачах, Як він, що вірив в плодоносний Мліїв, Хто для народу і садив і сіяв, А віра промінцем завжди в очах. Із Млієва і аж до Єнісею За мрією незгасною твоєю Тугі ренети зимні — праці плід, — Вони, як подарунки за ту віру, Що не згубив наш садівник в Сибіру, Що віра крила, а зневіра лід. Крилатого скувать її не сила. Шумлять садів зеленопружні крила... Весняний вітер легко так повіяв, І вже мене він кличе в мандри знов. Мій недалекий світ маленький Мліїв, Тепер у ньому радість я знайшов. Любові творчої, земної вияв, Оцей ренет він все переборов: Його середину черв'як не виїв, Не випив білу та живлющу кров. \| - яблуко з Чернігова, 2014 - з червоним - росли на сонці - біла м’якоть 1. 2. 3. 4. 5. 6. 7. - Артеменко М. М. Ренет Симиренка // Помологія. Т. 1. К., 1922. — С. 247—249. - Симиренко Л. П. Крымское промышленное плодоводство. Т. 1. М., 1912. — С. 393—395. - Симиренко Л. П. Помология. Т. 1. К., 1961. — С. 362—364. - Симиренко В. Л. Часткове сортознавство плодових рослин. Т. 1. Київ, 1995. — С. 79. - Чупрунюк В. Я. Ренет Симиренко // Атлас перспективных сортов плодовых и ягодных культур. К., 1999. — С. 79—81. - Петро Вольвач. Українське яблуко (до історії походження та поширення сорту Ренет Симиренка) - Аграрний сектор України. Яблуня Ренет Симиренка - Сортимент яблуні - Офіційний сайт Всеросійського науково-дослідного інституту селекції плодових культур. «Сорт яблони: Ренет Симиренко (Ренет П. Ф. Симиренко, Зеленый ренет Симиренко)» (рос.) - Ренет Симиренка на сайті Інституту помології імені Л. П. Симиренка НААН |
| Ренет Симиренка Мені підносять цей чудовий плід, Що ніби вчора зірваний із гілки, Зелений, свіжий колір не поблід, Хоч яблуко оце лежало скільки. То ж, друзі, нам того згадати слід, Хто борозну життя провів не мілко. Той в пам'яті народу не зачах, Як він, що вірив в плодоносний Мліїв, Хто для народу і садив і сіяв, А віра промінцем завжди в очах. Із Млієва і аж до Єнісею За мрією незгасною твоєю Тугі ренети зимні — праці плід, — Вони, як подарунки за ту віру, Що не згубив наш садівник в Сибіру, Що віра крила, а зневіра лід. Крилатого скувать її не сила. Шумлять садів зеленопружні крила... Весняний вітер легко так повіяв, І вже мене він кличе в мандри знов. Мій недалекий світ маленький Мліїв, Тепер у ньому радість я знайшов. Любові творчої, земної вияв, Оцей ренет він все переборов: Його середину черв'як не виїв, Не випив білу та живлющу кров. |

## Галерея

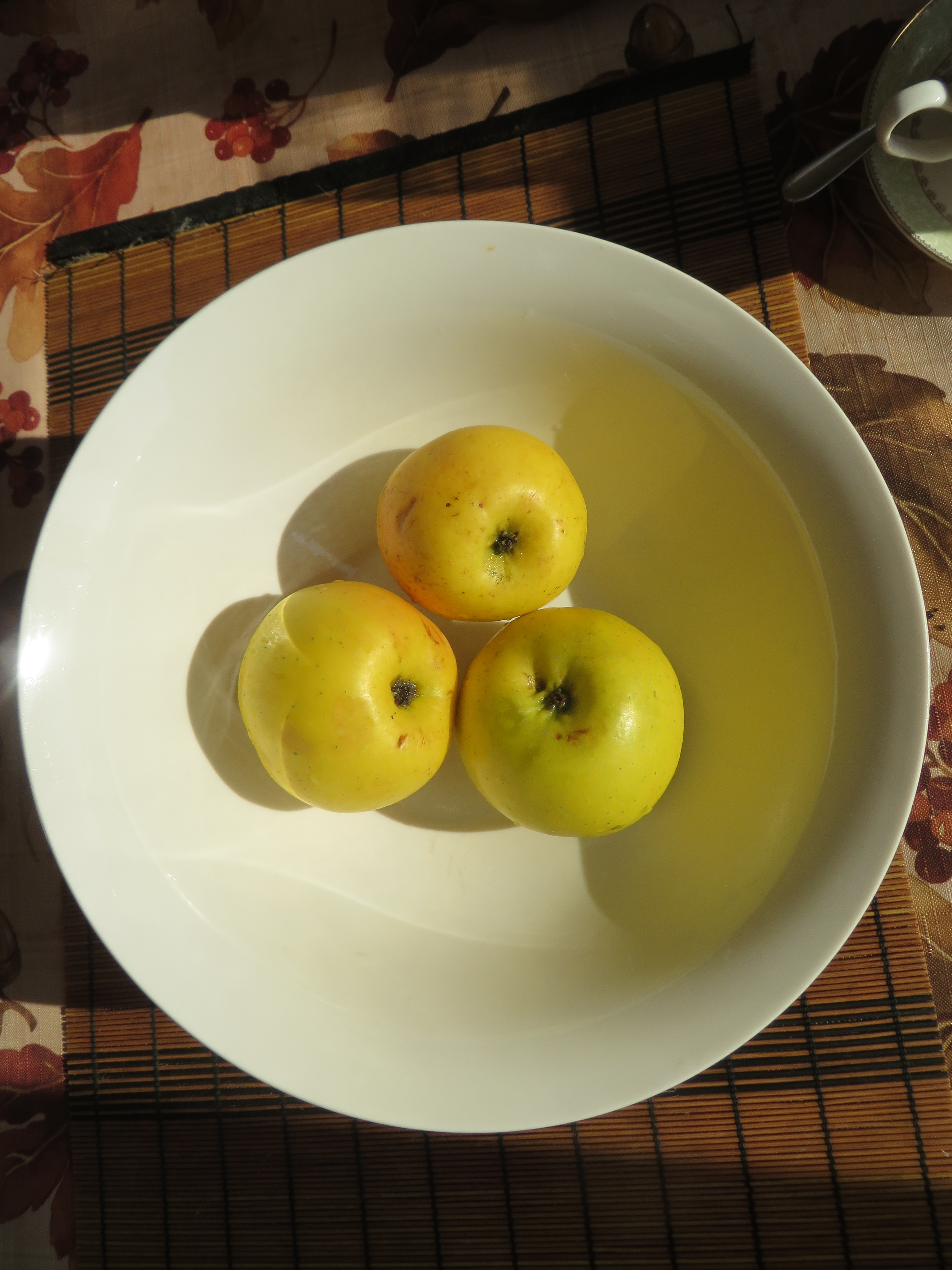
яблуко з Чернігова, 2014
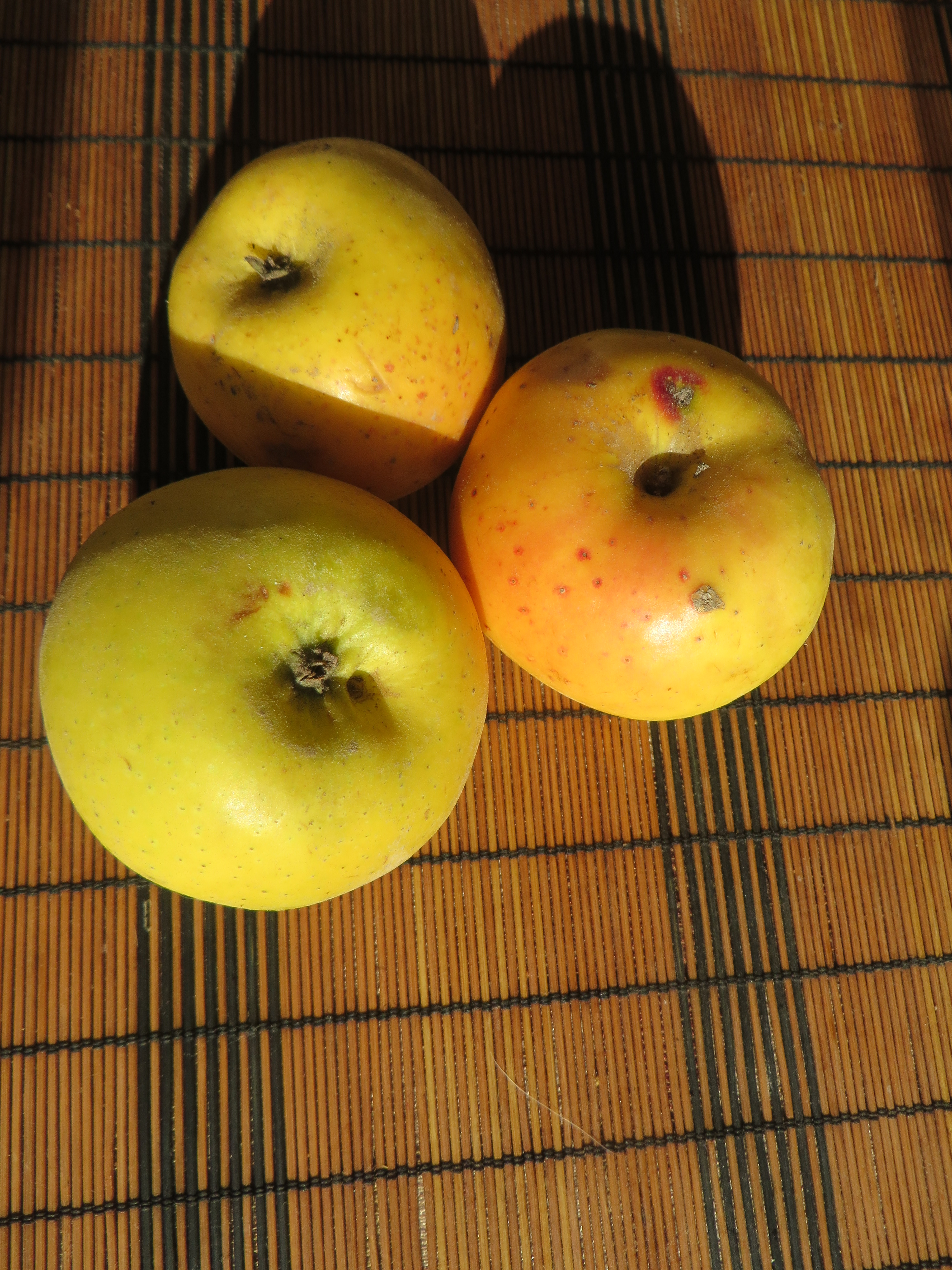
з червоним - росли на сонці
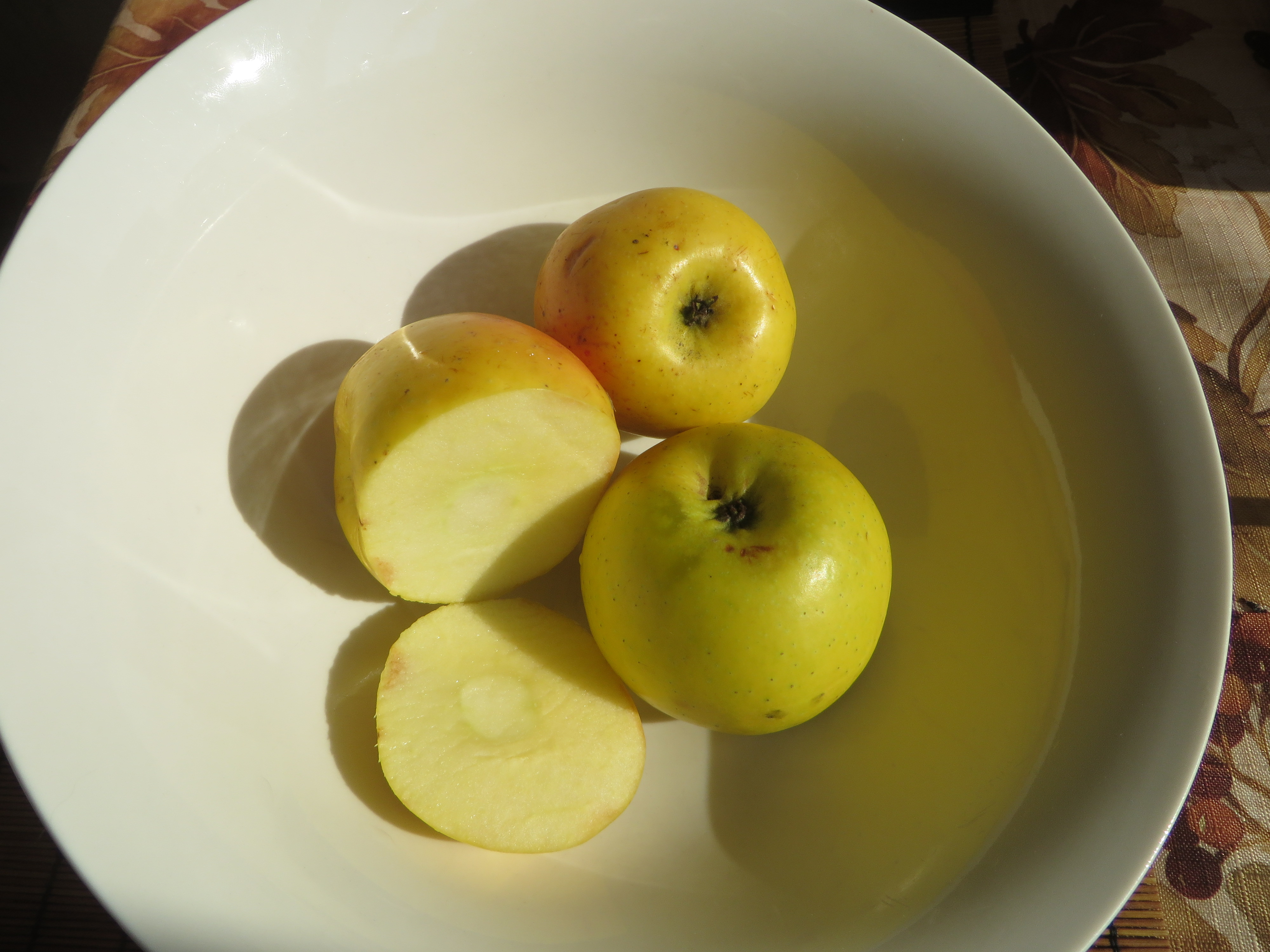
біла м’якоть